# 盧信 (天順進士)
盧信（1428年—？），字廷瑞，直隸廣平府永年縣人，明朝政治人物。進士出身。

## 生平
順天府鄉試第四十三名。天順元年（1457年）丁丑科會試第一百八十八名，殿試登進士第三甲第八十八名。

## 家族
曾祖盧得。祖父盧守謙。父亲盧耀，曾任知府。